# Koh Band (huyện)
Koh Band là một huyện thuộc tỉnh Kapisa, Afghanistan. Dân số thời điểm năm 1999 là 19,423 người.